# Dreifaltigkeitskathedrale (Luzk)
Die Dreifaltigkeitskathedrale, ursprünglich eine römisch-katholische Bernhardiner-Klosterkirche, ist ein nationales Wahrzeichen der Ukraine. Sie befindet sich auf dem Theaterplatz in Luzk. Ab 1721 entstand das Kloster des Bernhardinerordens. Die Klosterkirche wurde unter der Leitung des Architekten Paweł Giżycki im Jahre 1789 vollendet. In der zweiten Hälfte des 19. Jahrhunderts wurde der Komplex den Bernhardinern abgenommen und der orthodoxen Gemeinde in Luzk übergeben. In den 1870er Jahren wurde die Kirche umgebaut, man fügte einen Glockenturm über dem Narthex und die Kuppel über der Vierung hinzu. Seit 1880 dient die Kirche als orthodoxe Kathedrale, heute als die Dreifaltigkeitskathedrale der ukrainisch-orthodoxen Kirche des Kiewer Patriarchats. Das ehemalige Kloster beherbergt eine Bücherei und kleinere Läden.

## Geschichte
Dokumentarquellen bescheinigen das Vorhandensein einer christlichen Kirche bereits im 15. Jahrhundert. Sie lag außerhalb der Stadt auf einem Hügel. In den 1640er Jahren wurde die Kirche mit Unterstützung des Königs Władysław IV. Wasa dem Bernhardinerorden übergeben. In der Nähe der Klosterkirche wurde neben dem Bernhardiner-Friedhof die Kapelle des trauernden Christus gebaut. Im Jahr 1648 wurde die Kirche bei einem Angriff der Kosaken ausgeraubt. Im Jahre 1696 brannte die Holzkirche nieder. Ein Orgelspieler zündete sie an, um einen Diebstahl zu verbergen.

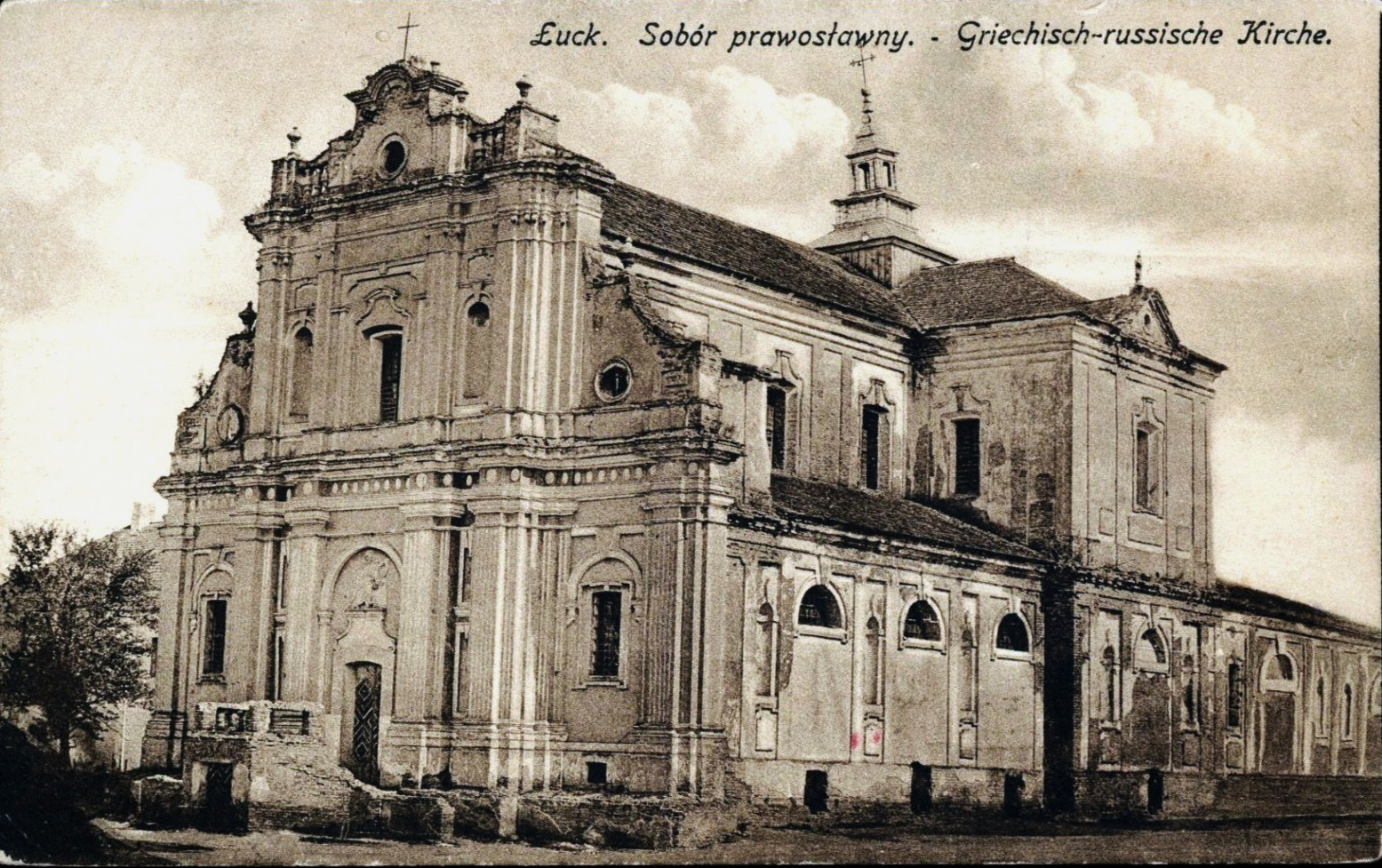
Die neue Kirche

Im Jahre 1720 finanzierte man den Bau eines neuen, diesmal steinernen Klosters (von der Kirche war noch keine Rede). Stifter war ein Mitglied des Adelsgeschlechts Radziwiłł, der einen Betrag von 40.000 Złoty für das Kloster und 16.000 für die unterirdischen Gänge spendete. Der Architekt Paweł Giżycki plante die Kirche im Barockstil, der Gründer war der Fürst Karol Stanisław Radziwiłł. Obwohl die Kirche für die Bernhardiner gebaut wurde, war sie typisch jesuitisch. Der Bau der Kirche wurde im Jahre 1789 beendet.
Im Jahre 1793 eroberten russische Truppen den Komplex und nutzten ihn bis 1800 als Militärlager. Im frühen 19. Jahrhundert wurde ein Teil des Klosters als Residenz des Erzbischofs Kasper Kazimierz Cieciszowski genutzt, der den Abzug der Truppen aus der Klosteranlage erreichte.
Als Wolhynien Teil des Russischen Kaiserreichs wurde, blieb das Gebiet für die ersten 30–40 Jahre autonom und hatte einen kulturellen, religiösen, rechtlichen und administrativen Sonderstatus als ehemalige Woiwodschaft von Polen-Litauen. In den 1830er Jahren schaffte die russische Regierung diese Autonomie ab und unterdrückte ab 1831 die katholische Kirche. Daraufhin wurden viele wolhynische Kirchen und Klöster geschlossen. Im Jahre 1853 wurde auch die Schließung des Bernhardiner-Klosters beantragt. Die Mönche dieses Ordens verließen die Stadt. Die Kirche wurde der orthodoxen Gemeinde von Luzk übergeben. 1876 begann man die Kirche unter Leitung des Architekten K. Rastruchanow umzubauen. Die zweistöckige Galerie, die die ehemalige Kirche mit dem Kloster verband, wurde abgerissen. In der Mitte errichtete man eine große Kuppel und über dem Narthex einen Glockenturm, Veränderungen, die die ehemals katholische Kirche der russischen Kirchenarchitektur annähern.
Zwischen 1920 und 1930 gehörte das Wolhyner Gebiet zur zweiten polnischen Republik. Luzk wurde wieder Hauptstadt der Woiwodschaft Wolhynien. Im Kloster befand sich die Verwaltung der Woiwodschaft. Nach dem Zweiten Weltkrieg hatte hier die Milizverwaltung, eine Untersuchungsabteilung des NKWS, ihren Sitz. Später wurde die Fakultät für Geschichte des Pädagogischen Instituts angeschlossen. Seit dem 12. August 1992 ist die Dreifaltigkeits-Kathedrale die Kathedrale der Wolhynischen Eparchie der ukrainisch-orthodoxen Kirche.

## Architektur

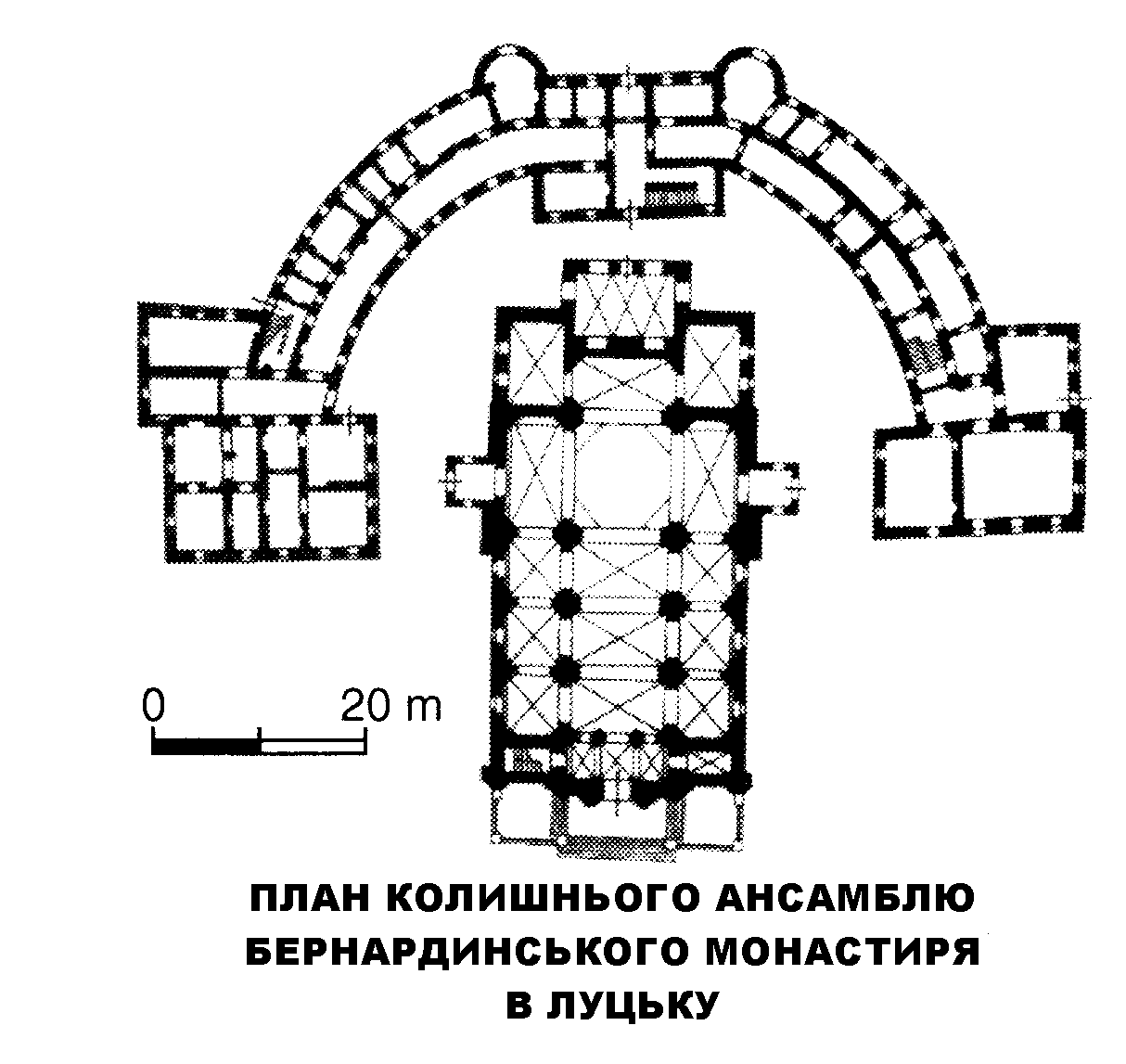
Bauplan

Der Grundriss des Klosters ist hufeisenförmig, die Kirche befindet sich im Zentrum davon. Ihre Vierung befindet sich in der Mitte der Kurve dieses Halbkreises. Die Architektur der Front der heutigen Kathedrale wurde vom Barockstil in einen gemischten, barock-klassizistischen geändert. Die Fassade blieb dreigeschossig. Vertikale Achsen, die mit Pilastern verziert sind, gliedern die Hauptfassade der Kathedrale, wo auch der Eingang liegt.
Es gibt neben den Säulen acht kleine Altäre in der Kathedrale, die das Mittelschiff und die Seitenschiffe teilen. Die Wandmalereien sind gekennzeichnet durch helle und kräftige Farben, es finden sich kaum dunkle Farbtöne. Die Innenarchitektur umfasst sowohl den orthodoxen Kanon als auch katholische Elemente wie beispielsweise eine Kanzel und Platz für eine Orgel. Im Altar befindet sich eine vergoldete Ikonostase aus Eichenholz im pseudorussischen Stil des 19. Jahrhunderts. Die königliche Tür besteht aus zwei Teilen mit durchbrochenen Schnitzereien.

## Ansichten

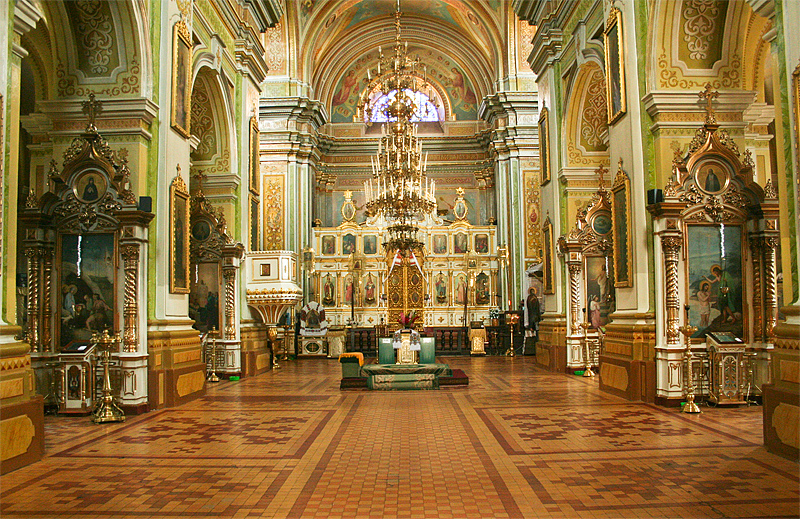
Inneres
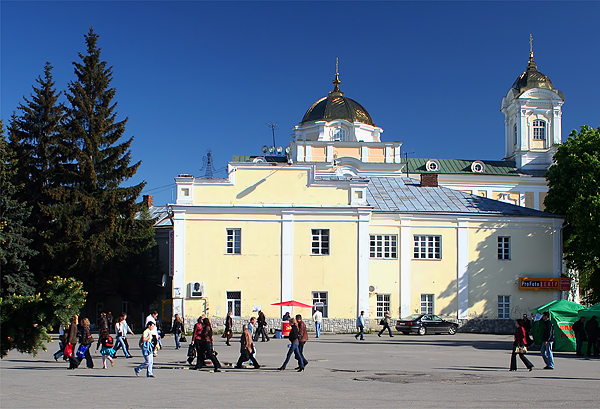
Ehemaliges Konventsgebäude
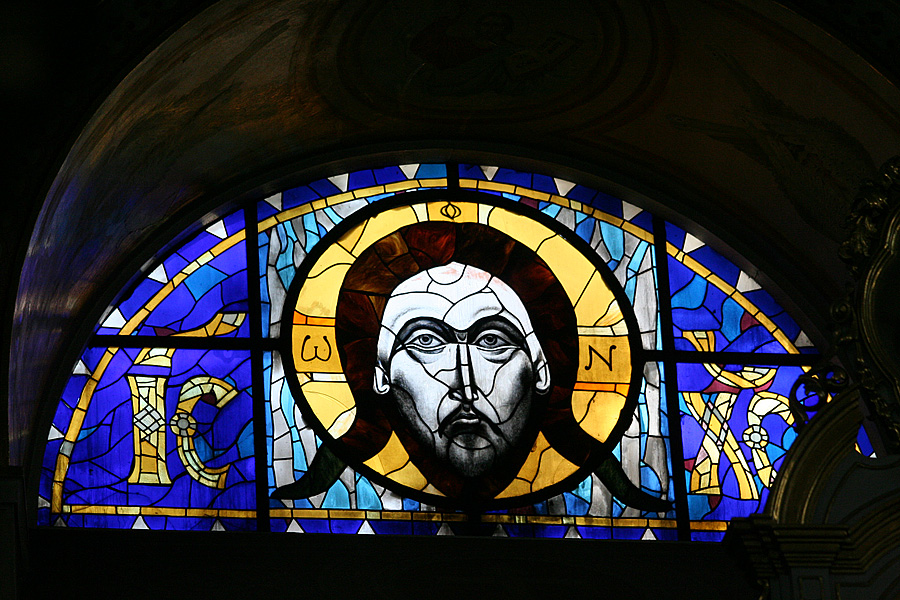
Buntglasfenster
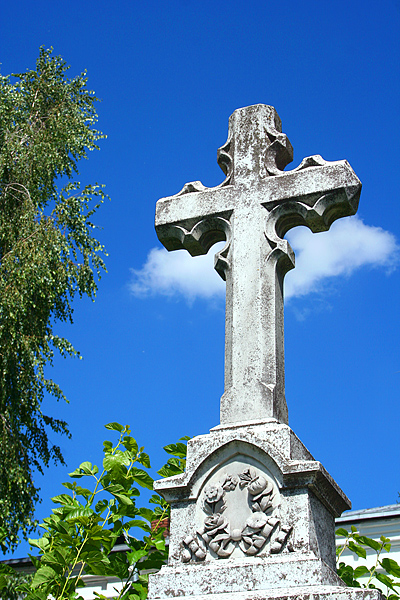
Kreuz